# Dickkothen
Dickkothen ist ein Wohnplatz im Norden der bergischen Großstadt Wuppertal.

## Lage und Beschreibung
Der Wohnplatz liegt im Norden des Wohnquartiers Dönberg im Stadtbezirk Uellendahl-Katernberg an der Landesstraße 433 (hier Horather Straße genannt) an der Einmündung der Höhenstraße auf einer Höhe von 305 m ü. NHN. Der ursprüngliche Wohnplatz ist in der Wohnbebauung innerhalb des geschlossenen Siedlungsbereichs Dönbergs aufgegangen.
Benachbarte Orte sind neben Dönberg die Wohnplätze und Hofschaften Hitzhaus, Bergmannshaus, Gemeinde, Pastorat, Hohenholz, Prinzberg, Horather Schanze und Auf’m Hagen.

## Geschichte
Im 19. Jahrhundert gehörte Dickkothen zu den Außenortschaften der Bauerschaft und der Kirchengemeinde Dönberg in der Bürgermeisterei Hardenberg, die 1935 in Neviges umbenannt wurde. Damit gehörte es von 1816 bis 1861 zum Kreis Elberfeld und ab 1861 zum alten Kreis Mettmann. 
Der Ort ist auf der Gemeinde Charte des Parzellar Katasters der Bürgermeisterei Hardenberg von 1815/16 als am Dickkotten eingezeichnet. Der Ort ist auf der Topographischen Aufnahme der Rheinlande von 1824 unbeschriftet und auf der Preußischen Uraufnahme von 1843 als Dickkotten eingezeichnet. 
Im Gemeindelexikon für die Provinz Rheinland von 1888 werden für Dickkothen ein Wohnhaus mit 17 Einwohnern angegeben.
Mit der Kommunalreform von 1929 wurde der südliche Teil von Dönberg abgespalten und mit weiteren, außerhalb von Dönberg liegenden Nevigeser Ortschaften in die neu gegründete Stadt Wuppertal eingemeindet, der Rest Dönbergs mit Dickkothen verblieb zunächst bei Neviges. Durch die nordrhein-westfälische Gebietsreform kam Neviges mit Beginn des Jahres 1975 zur Stadt Velbert und das restliche Dönberg wurde ebenfalls in Wuppertal eingemeindet.